# Мауріціо Консолі
Мауріціо Консолі (італ. Maurizio Consoli, 4 вересня 1951 року, Катанія) — італійський вчений-фізик, професор, керівник із науково-дослідної роботи, а в 1995—2001 роках — директор Національної лабораторії Катанії італійського Національного інституту ядерної фізики (італ. Istituto Nazionale di Fisica Nucleare, Sezione di Catania).

## Біографія
Народився 4 вересня 1951 року в італійському місті Катанія на Сицилії, у 1974 році отримав диплом із фізики в Катанійському університеті. З листопада 1974 року — аспірант в італійському Міністерстві освіти. З листопада 1975 року по червень 1976 року і з січня 1978 року по грудень 1978 року — позаштатний науковий співробітник Інституту теоретичної фізики Утрехтського університету, працював під керівництвом професора Мартінуса Велтмана, нобелівського лауреата 1999 року.
У 1977 році проходив строкову військову службу.
З січня 1979 року — доцент, у 1985——1991 роках — ассоційований професор (італ. professore associato) в Інституті теоретичної фізики при Катанійському університеті.
З травня 1984 року по листопад 1985 року працював позаштатним співробітником у теоретичному підрозділі CERN, у травні-листопаді 1985 року та у травня-вересні 1994 року обіймав посаду наукового співробітника у тому ж підрозділі CERN.
У вересні 1991 року очолив дослідницьку роботу в Національної лабораторії Катанії італійського Національного інституту ядерної фізики, у 1995—2001 роках також обіймав посаду директора даної організації та був членом правління Національного інституту ядерної фізики.
З 10 січня 2014 року — дійсний член Academia Gioenia (Катанія), секція прикладних наук, філософії та історії науки

## Наукова діяльність
Сферою наукових інтересів Мауріціо Консолі є фізика елементарних частинок, зокрема:
- дослідження точності теорії електрослабкої взаємодії та її прогалин[1];
- решіткове моделювання та непертурбативні аспекти квантової теорії поля;
- вивчення гравітації та симетрії Лоренца
- Гіпотеза захоплення ефіру та ймовірність існування привілейованої системи відліку[4].

## Вибрані публікації
1. CONSOLI M., PAGANO A. , PAPPALARDO L. (2003) Vacuum condensates and ether-drift experiments. PHYSICS LETTERS A vol. 318 pp 292—298
2. CONSOLI M., COSTANZO E. (2004) Quantum-hydrodynamical picture of the massive Higgs Boson. EUROPEAN PHYSICAL JOURNAL vol. C33 pp. 297—304.
3. CEA P., CONSOLI M., COSMAI L. (2004). Indications on the Higgs boson mass from lattice simulations NUCLEAR PHYSICS PROCEEDINGS SUPPLEMENT vol.129 pp.780-782.
4. CONSOLI M., COSTANZO E. (2004). Old and new ether-drift experiments: a sharp test for a preferred frame. IL NUOVO CIMENTO vol. B119, pp.393-407
5. CONSOLI M., COSTANZO E.(2004) From classical to modern ether-drift experiments: the narrow window for a preferred frame. PHYSICS LETTERS vol. A333, pp.355-402.
6. CONSOLI M. (2006). Esperimento di Michelson-Morley e misure recenti. IL NUOVO SAGGIATORE, vol. 22. pp. 41-48.
7. CONSOLI M., ZAPPALA’ D. (2006). RG-equations for the effective potential and the field trength in scalar self-interacting theories. PHYSICS LETTERS B vol. 641, pp.368-373.
8. CONSOLI M., COSTANZO E. (2007) Reply to Comment on «From classical to modern ether-drift experiments: the narrow window for a preferred frame». PHYSICS LETTERS A, vol. 361, pp. 513—514.
9. CONSOLI M. (2008). Effective vacuum refractive index from gravity and present ether-drift experiments. Talk given at the XI Marcel Grossmann Meeting, Berlin, July 2006, World Scientific, in press.
10. CONSOLI M., COSTANZO E. (2008). Is the physical vacuum a preferred frame. EUROPEAN PHYSICAL JOURNAL C, in press.